# Un padre a ore
Un padre a ore (Madame Doubtfire) è un romanzo per ragazzi e giovani adulti del 1987 dell'autrice di bestseller Anne Fine, che nel 1993 ha avuto una nota trasposizione cinematografica intitolata Mrs. Doubtfire - Mammo per sempre.

## Trama
Daniel e Miranda Hillard stanno affrontando un divorzio. Daniel decide d'ingannare tutti travestendosi da governante, in questo modo avrebbe trascorso più tempo coi figli Lydia, Christopher e Natalie. Alla fine il segreto di Daniel sarà scoperto. Dopo una terribile lite, Miranda si rende conto di quanto Daniel vuol bene ai ragazzi e gli permette di stare più tempo con loro.

## Riconoscimenti
Il romanzo è stato candidato ai seguenti concorsi letterari (che non ha vinto):
- Guardian Children's Fiction Prize
- Observer Teenage Fiction Prize
- Whitbread Children's Book Award

## Edizioni
- Anne Fine, Un padre a ore: Mrs. Doubtfire, Milano, Adriano Salani Editore, 2007  [1987], ISBN 9788884517562.
- (EN) Anne Fine, Madame Doubtfire, Londra, Puffin, 2015  [1987], ISBN 9780141359755.